# My Brightest Diamond
My Brightest Diamond és el grup de Shara Worden, cantautora i multiinstrumentista. El grup ha tret a la venda tres discos d'estudi: Bring Me the Workhorse (2006), A Thousand Shark's Teeth (2008) i All Things Will Unwind (2011), juntament amb els discos de remescles Tear It Down i Shark Remixes, Volumes 1-4. Worden també ha gravat i actuat amb The Decemberists (com a "The Queen" al disc Hazards of Love) i ha col·laborat en els discos Illinoise i The Age of Adz de Sufjan Stevens. My Brightest Diamond combina elements de l'òpera, el cabaret, la música de cambra i el rock.

## Carrera
Quan vivia a Nova York, Worden va començar a escriure el seu propi material, que combinava la seva formació clàssica amb el rock alternatiu, que tot just començava a descobrir.
Es va involucrar tant en el rock alternatiu com en la música clàssica, les seves fonts d'inspiració eren Antony and the Johnsons i Nina Nastasia i les actuacions privades que aquests feien a locals com Tonic, The Living Room i Knitting Factory.
Worden va començar a actuar i a gravar quan estudiava a la Universitat del Nord de Texas, a Denton. El 1998, amb el nom de Shara, va treure a la venda el seu primer disc, titulat Word. Quan va acabar els estudis en cant clàssic, es va traslladar a Moscou, on va escriure diverses cançons i les va editar l'EP titulat Session I en CD-ROM i amb il·lustracions fetes a mà. El 1999, es va traslladar a Brooklyn, Nova York, i va començar a actuar i enregistrar amb el nom d'AwRY. Va reunir un grup de músics que utilitzaven qualsevol objecte per fer música, des de copes de vi fins a campanetes de vent i, després d'estudiar i col·laborar amb el compositor australià Padma Newsome, va afegir un quartet de corda al conjunt.
L'any 2001 va editar un disc epònim, on en gran part adaptava cançons de Word i que sovint s'anomena The Orange Album; Quiet B-Sides; l'any 2003 va editar un altre disc de versions. El 2003, Shara Worden va participar en el CD Recession Special of Bogs Visionary Orchestra tocant el xilòfon i els teclats i fent la veu dels cors.
Quan va conèixer Sufjan Stevens, que també és de Michigan, va formar part dels Illinoisemakers i va deixar la seva feina durant una temporada per actuar a la gira d'Illinois com a capitana cheerleader. Quan va acabar la gira, Worden va rebatejar el seu projecte My Brightest Diamond i va començar a treballar en dos discos: A Thousand Shark's Teeth, un recull de cançons interpretades per un quartet de corda, i Bring Me the Workhorse, més orientat cap al rock i que es va posar a la venda l'estiu de 2006 al segell Asthmatic Kitty de Stevens. My Brightest Diamond van fer gira amb Stevens per promocionar el disc. L'any 2006, van gravar una sessió de vídeo d'un concert per a emportar-se amb Vincent Moon. El 2007, My Brightest Diamond van fer de teloners del grup indie The Decemberists, en la gira del seu espectacle titulat Twilight in the Fearful Forest. El disc A Thousand Shark's Teeth, editat també a Asthmatic Kitty, va sortir a la venda a tot el món el 2 de juny del 2008, menys als Estats Units, on va sortir uns dies més tard, el 17 de juny.
El 2007, My Brightest Diamond van col·laborar amb una versió de la cançó Lucky (Radiohead song)|Lucky al disc d'homenatge del desè aniversari del grup Radiohead titulat OKX que va editar el blog musical Stereogum. També van enregistrar una versió de la cançó Tainted Love de Gloria Jones|Gloria Jones/Soft Cell|Soft Cell per al recopilatori d'Engine Room Recordings titulat Guilt by Association Vol. 2, que va sortir a la venda el novembre del 2008. També van col·laborar en la versió d'Anthony Newley/Leslie Bricusse de la cançó Feeling Good per al recopilatori Dark Was the Night, de la Red Hot Organization, que va sortir a la venda el 2009.
També han participat en el disc de David Byrne i Fatboy Slim del 2010 titulat Here Lies Love.
Shara Worden va posar la veu al cicle de cançons de Sarah Kirkland Snider, Penelope, editat per New Amsterdam Records el 2010.
Després d'A Thousand Shark's Teeth, del 2008, el 18 d'octubre del 2011 van editar All Things Will Unwind. El disc havia començat com un projecte de composició musical per al programa The American Songbook Series. El títol va sorgir d'una conversa entre Worden i un amic sobre l'extinció del sol.

## Discografia

### Discos
- Bring Me the Workhorse (2006)
- Tear It Down (My Brightest Diamond album)|Tear It Down (2007) – disc de remescles
- A Thousand Shark's Teeth (2008)
- All Things Will Unwind (2011)
- This Is My Hand (2014)
- A Million and One (2018)

### Singles
- Inside a Boy (2008)
- From the Top of the World (23 de setembre, 2008)
- Be Brave (2011)
- I Have Never Loved Someone (2012)
- Ceci Est Ma Main (2015)
- Right Here With You (featuring Ben Arthur & DJ Big WIZ) (2015)
- Champagne FR (2018)
- Quiet Loud (2019)

### Recopilatoris
- Luckya OKX: A Tribute to OK Computer (2007)
- Tainted Love a Guilt by Association Vol. 2 (2008)
- Feeling Good a Dark Was the Night (2009)